# Vai Passar Mal
Vai Passar Mal é o álbum de estreia da drag queen brasileira Pabllo Vittar, lançado em 10 de janeiro de 2017, através da gravadora independente BMT Produções Artísticas. O álbum contém participações de Mateus Carrilho, Rico Dalasam, Diplo, Laura Taylor, Lia Clark e Rodrigo Gorky. O primeiro single do disco, "Nêga", foi lançado em 4 de novembro de 2016.
Vai Passar Mal foi bem recebido pelo público e crítica por suas faixas curtas e bem produzidas, com letras que exalam autoestima, caracterizando um belo cartão de visita sob medida para o seu público. Também foi eleito o 8º melhor disco brasileiro de 2017 pela revista Rolling Stone Brasil e foi o vencedor da categoria Melhor Álbum Geral, do Prêmio Genius Brasil de Música de 2017. Em 2019, Vai Passar Mal conquistou o disco de platina pela Pro-Música Brasil, por ter vendido 80 mil cópias.
Em fevereiro de 2017, Vittar iniciou a turnê Vai Passar Mal Tour, com um show em São Paulo, para divulgar o disco. A turnê teve cerca de 36 shows com datas em cidades do Brasil e Portugal.

## Arte da capa e composição
As fotos do álbum foram feitas pelo fotógrafo Marlon Brambilla em uma fábrica desativada de manequins em São Paulo. Segundo o próprio Marlon, o conceito de imagem do álbum em si, é fazer com que Vittar se parecesse um "manequim humano".
No time de composição do álbum está Vittar, Rodrigo Gorky, Maffalda, Pablo Bispo, Weber, Yuri Drummond, Rico Dalasam, Diplo, Ilsey Juber, King Henry, Emily Warren, Boaz van de Beatz e Pedro D'Eryot.

## Produção
Vittar colaborou com cinco produtores no disco, sendo eles: Brabo Music Team (na época, os produtores Rodrigo Gorky e Maffalda), Stefanini, Diplo e Yuri Drummond. O projeto possui sonoridade diversificada, sendo baseado principalmente na música pop, mas trazendo elementos também de trap, tecnobrega e dance-pop. O disco foi mixado e masterizado em Los Angeles por Gorky e Turbotito.

## Singles
A faixa "Nêga" foi escolhida pela própria Vittar para ser o carro-chefe do álbum no dia 4 de novembro de 2016.
O videoclipe do segundo single do álbum, "Todo Dia", lançado no dia 20 de janeiro de 2017, acumulou mais de 10 milhões de acessos no clipe no YouTube em menos de três meses, sendo o clipe mais visto por um artista drag queen no mundo até então, e alcançou o 3º lugar na lista Viral 50 Global do Spotify brasileiro.
O videoclipe do terceiro single, "K.O.", lançado em 19 de abril de 2017, bateu o próprio recorde de Vittar e se tornou seu vídeo musical mais visto, com mais de 100 milhões de visualizações no YouTube. A canção alcançou a 1° posição de mais executada em todo o Brasil no Spotify. Sem gravadora até então, "K.O." enfrentou dificuldade para entrar em rádios do país, portanto com sua popularidade na internet com várias menções e covers, a canção acabou sendo veiculada por sua demanda. Com isso, "K.O." estreou nas paradas brasileiras da Billboard Brasil, Brasil Hot 100 Airplay e Brasil Hot Pop & Popular nas posições 78 e 16, respectivamente. Após meses nestas paradas, a canção alcançaram novas posições, sendo estas 58 e 8, também respectivamente. "K.O." também apareceu na posição de número 20 no Top 50 Streaming, da Pro-Música Brasil.
Em julho de 2017, durante uma entrevista que a artista deu ao canal Multishow no YouTube, Pabllo disse que "Corpo Sensual", faixa que conta com a participação do vocalista da Banda Uó, Mateus Carrilho, seria o próximo single do álbum. Em 9 de agosto de 2017, Vittar performou as canções "K.O." e "Corpo Sensual" no talk show Encontro com Fátima Bernardes da Rede Globo. Após lançada como single no dia 7 de setembro de 2017, "Corpo Sensual" ficou por vários meses nas paradas da Billboard brasileira, assim como "K.O." O single alcançou o pico de número 68 e 9 nas paradas Brasil Hot 100 Airplay e Brasil Hot Pop & Popular, respectivamente, nas edições de 8 de janeiro de 2018. "Corpo Sensual" também apareceu na posição de número 5 no Top 50 Streaming, da Pro-Música Brasil. Com "Corpo Sensual", "K.O." e "Sua Cara", Pabllo tornou-se o primeiro artista a ter 3 músicas simultaneamente no top 5 do Spotify Brasil.
Em 2 de fevereiro de 2018, Vittar lançou "Então Vai", com participação de Diplo, como o quinto single do álbum. No vídeo musical da canção, Vittar e Diplo se beijam. O videoclipe alcançou 3 milhões de visualizações no YouTube em 24 horas.
Em 10 de abril de 2018, Pabllo lançou "Indestrutível" como o sexto e último single do álbum, com seu videoclipe tendo como tema a homofobia praticada por adolescentes a um colega de escola.

## Controvérsia
No dia 1 de agosto de 2017, a faixa "Todo Dia" foi removida do YouTube após Rico Dalasam processar judicialmente a equipe de produção da faixa. No dia 9 de agosto, a música foi removida de todas as plataformas digitais, incluindo o Spotify.

## Recepção crítica
| Críticas profissionais | Críticas profissionais |
| Avaliações da crítica  | Avaliações da crítica  |
| Fonte                  | Avaliação              |
| ---------------------- | ---------------------- |
| escutai                | 8/10                   |

Vai Passar Mal recebeu críticas geralmente positivas por parte da mídia especializada. O site brasileiro G1 destacou que o álbum mistura pop com elementos de tecnobrega, trap e house, criando uma sonoridade única e dançante. A publicação também elogiou a presença vocal de Pabllo Vittar e seu posicionamento como ícone LGBTQ+ no cenário musical brasileiro.
A revista Rolling Stone Brasil também elogiou o álbum, destacando faixas como "Todo Dia" e "K.O." como hits marcantes do verão de 2017 e celebrando a ousadia da cantora ao trazer a cultura drag para o mainstream.
O portal Vogue Brasil descreveu o projeto como “revolucionário” no cenário da música pop nacional, e afirmou que ele representou uma importante quebra de barreiras em relação à visibilidade de artistas LGBTQ+ no Brasil.
Com o passar dos anos, o disco passou a ser visto como um marco cultural. Em 2022, a Billboard Brasil o incluiu em sua lista de álbuns que moldaram o pop brasileiro na década de 2010.

## Lista de faixas
| Vai Passar Mal – Edição padrão |                                                               |                                                             |                          |         |  |
| N.º                            | Título                                                        | Compositor(es)                                              | Produtor(es)             | Duração |  |
| 1.                             | "Nêga"                                                        | Pabllo Vittar Maffalda Gorky                                | Gorky Maffalda           | 2:54    |  |
| 2.                             | "K.O."                                                        | Pablo Bispo Maffalda Gorky                                  | Gorky Maffalda           | 2:35    |  |
| 3.                             | "Irregular"                                                   | Vittar Stefanini Maffalda Gorky                             | Gorky Maffalda Stefanini | 3:55    |  |
| 4.                             | "Corpo Sensual" (part. Mateus Carrilho)                       | Yuri Drummond Weber Maffalda Gorky                          | Gorky Maffalda           | 2:50    |  |
| 5.                             | "Tara"                                                        | Maffalda Gorky Drummond                                     | Gorky Maffalda           | 3:01    |  |
| 6.                             | "Todo Dia" (part. Rico Dalasam)                               | Dalasam [ 9 ] Maffalda Gorky                                | Gorky Maffalda           | 2:24    |  |
| 7.                             | "Então Vai" (part. Diplo)                                     | Vittar Diplo King Henry Ilsey Juber Boaz Beatz Emily Warren | Gorky Maffalda Diplo [a] | 2:48    |  |
| 8.                             | "Ele É o Tal" (part. Laura Taylor, Lia Clark e Rodrigo Gorky) | Vittar Pedro D'Eyrot Maffalda Gorky                         | Gorky Maffalda           | 2:50    |  |
| 9.                             | "Pode Apontar"                                                | Vittar Maffalda Gorky Bispo Drummond                        | Gorky Maffalda           | 2:53    |  |
| 10.                            | "Indestrutível"                                               | Maffalda Gorky Bispo                                        | Gorky Maffalda           | 3:27    |  |
| Duração total:                 | Duração total:                                                | Duração total:                                              | Duração total:           | 29:42   |  |

| Vai Passar Mal – Faixa bônus da edição do iTunes |                      |                                |                         |         |  |
| N.º                                              | Título               | Compositor(es)                 | Produtor(es)            | Duração |  |
| 11.                                              | "Pronto pra Te Amar" | Vittar Maffalda Gorky Drummond | Gorky Maffalda Drummond | 3:01    |  |
| Duração total:                                   | Duração total:       | Duração total:                 | Duração total:          | 32:43   |  |

Notas
- ↑[a]  denota um co-produtor
- A faixa "Todo Dia" foi removida de todas as plataformas digitais no dia 1º de agosto de 2017, devido ao fato de Rico Dalasam entrar na justiça pelos direitos autorais da música.[30]

## Vendas e certificações
| Região                                  | Certificação | Vendas   |
| --------------------------------------- | ------------ | -------- |
| Brasil (Pro-Música Brasil)              | 2× Platina   | 160.000* |
| *vendas baseadas apenas na certificação |              |          |

## Turnê
Para divulgar o álbum, Pabllo embarcou na turnê Vai Passar Mal Tour, que teve início em 2017 e se estendeu por 2018. A turnê foi indicada na categoria "Melhor Show", na edição de 2017 do Prêmio Jovem Brasileiro, porém acabou perdendo para a turnê de Ivete Sangalo, Turnê Acústico.
Este repertório é representativo do show do dia 8 de dezembro de 2017, em Belo Horizonte. Ele não representa todos os shows da turnê.
1. "Nêga"
2. "Amante"
3. "No Chão"
4. "Tara"
5. "Corpo Sensual"
6. "Pode Apontar"
7. "Minaj"
8. "Indestrutível"
9. "Sua Cara"
10. "Open Bar"
11. "K.O."
12. "Irregular"

### Datas
| Data                    | Cidade              | País           | Local                                            |
| América do Sul          | América do Sul      | América do Sul | América do Sul                                   |
| ----------------------- | ------------------- | -------------- | ------------------------------------------------ |
| 18 de fevereiro de 2017 | São Paulo           | Brasil         | Clube Pop do Cassete                             |
| 10 de março de 2017     | Maceió              | Brasil         | Clube Fênix Alagoana                             |
| 15 de abril de 2017     | Ribeirão Preto      | Brasil         | Espaço Zona Sul                                  |
| 22 de abril de 2017     | Belo Horizonte      | Brasil         | Mercado das Borboletas                           |
| 16 de junho de 2017     | São Paulo           | Brasil         | Audio Club                                       |
| 18 de junho de 2017     | São Paulo           | Brasil         | Avenida Paulista                                 |
| 8 de julho de 2017      | Sorocaba            | Brasil         | Edub Two                                         |
| 22 de julho de 2017     | Belo Horizonte      | Brasil         | Mercado das Borboletas                           |
| 28 de julho de 2017     | São Paulo           | Brasil         | Via Matarazzo                                    |
| 30 de julho de 2017     | Rio de Janeiro      | Brasil         | The Week                                         |
| 12 de agosto de 2017    | Porto Velho         | Brasil         | Dimples Dance                                    |
| 15 de setembro de 2017  | Rio de Janeiro      | Brasil         | Parque Olímpico do Rio de Janeiro                |
| 20 de setembro de 2017  | Porto Alegre        | Brasil         | Pepsi on Stage                                   |
| 27 de setembro de 2017  | Nova Lima           | Brasil         | Wood's BH                                        |
| 6 de outubro de 2017    | Belém               | Brasil         | Hangar Centro de Convenções e Feiras da Amazônia |
| 7 de outubro de 2017    | Manaus              | Brasil         | Quadra da Aparecida                              |
| 4 de novembro de 2017   | Rio de Janeiro      | Brasil         | Parque Olímpico do Rio de Janeiro                |
| 5 de dezembro de 2017   | Ponta Grossa        | Brasil         | Centro de Eventos                                |
| 7 de dezembro de 2017   | Salvador            | Brasil         | Alto do Andú                                     |
| 8 de dezembro de 2017   | Belo Horizonte      | Brasil         | Centro Esportivo Universitário                   |
| 9 de dezembro de 2017   | Sorocaba            | Brasil         | Edub Two                                         |
| 16 de dezembro de 2017  | São José dos Campos | Brasil         | Clube Luso Brasileiro                            |
| 17 de dezembro de 2017  | São Paulo           | Brasil         | Rua Augusta                                      |
| 28 de dezembro de 2017  | Salvador            | Brasil         | Arena Daniela Mercury                            |
| 29 de dezembro de 2017  | Rio de Janeiro      | Brasil         | Vivo Rio                                         |
| 5 de janeiro de 2018    | Brasília            | Brasil         | Victoria Haus                                    |
| 13 de janeiro de 2018   | Belém               | Brasil         | Mormaço Bar e Arte                               |
| 3 de fevereiro de 2018  | Xangri-lá           | Brasil         | Sede Campestre da Saba                           |
| 14 de abril de 2018     | Florianópolis       | Brasil         | Parador P12                                      |
| 2 de maio de 2018       | São Paulo           | Brasil         | WTC Events Center                                |
| 25 de maio de 2018      | Patos de Minas      | Brasil         | Parque de Exposições                             |
| 3 de junho de 2018      | São Paulo           | Brasil         | Avenida Paulista                                 |
| Europa                  |                     |                |                                                  |
| 24 de junho de 2018     | Lisboa              | Portugal       | Praça do Comércio                                |
| América do Sul          |                     |                |                                                  |
| 11 de agosto de 2018    | Uberlândia          | Brasil         | Teatro Municipal de Uberlândia                   |
| 25 de agosto de 2018    | Belo Horizonte      | Brasil         | Mirante Beagá                                    |
| 7 de setembro de 2018   | Brasília            | Brasil         | Victoria Haus                                    |
| 9 de setembro de 2018   | Uberaba             | Brasil         | Centro Park                                      |

- Esta tabela pode não conter todos os shows da turnê.

### Showscancelados
| Data                   | Cidade         | País           | Motivo(s)                                       |
| América do Sul         | América do Sul | América do Sul | América do Sul                                  |
| ---------------------- | -------------- | -------------- | ----------------------------------------------- |
| 27 de setembro de 2018 | Santa Maria    | Brasil         | Descumprimento contratual por parte do produtor |
| 28 de setembro de 2018 | Porto Alegre   | Brasil         | Desacordo comercial                             |

## Histórico de lançamento
| Região | Data                  | Formato(s)                         | Gravadora(s)             |
| ------ | --------------------- | ---------------------------------- | ------------------------ |
| Várias | 10 de janeiro de 2017 | Download digital streaming         | BMT Produções Artísticas |
| Brasil | Julho de 2017         | CD (versão limitada – promocional) | BMT Produções Artísticas |